# Meriones hurrianae
Sous-genre
Espèce
Statut de conservation UICN

 LC  : Préoccupation mineure
Meriones hurrianae (ou Meriones (Cheliones) hurrianae) est une gerbille. C'est un petit rongeur de la famille des Muridés appelée Rat des déserts d'Inde. C'est un petit animal terrestre que l'on rencontre en Inde, au Pakistan et en Iran.